# 유자역
유자역(일본어: 遊佐駅 ゆざえき[*])은 일본 야마가타현 아쿠미군 유자정에 위치한 동일본 여객철도 우에쓰 본선의 철도역이다. 단선 · 섬식의 형태를 합친 2면 3선 구조의 복합 승강장을 갖춘 지상역이다.

## 타는 곳
| 1 | ■ 우에쓰 본선 | 상행     | 사카타 · 쓰루오카 · 니가타 방면   |
| 2 | ■ 우에쓰 본선 | (대피선) | (대피선)                          |
| 3 | ■ 우에쓰 본선 | 하행     | 기사카타 · 우고혼조 · 아키타 방면 |

## 이용 현황
| 연도     | 1일 평균 | 연도     | 1일 평균 |
| 2000년도 | 314      | 2008년도 | 254      |
| 2001년도 | 309      | 2009년도 | 262      |
| 2002년도 | 310      | 2010년도 | 247      |
| 2003년도 | 299      | 2011년도 | 237      |
| 2004년도 | 302      | 2012년도 | 229      |
| 2005년도 | 291      | 2013년도 | 218      |
| 2006년도 | 276      | 2014년도 | 190      |
| 2007년도 | 261      |          |          |
| -------- | -------- | -------- | -------- |

## 역 주변
- 유자 정청
- 국도 제345호선

## 인접 역
| 동일본 여객철도 우에쓰 본선 | 동일본 여객철도 우에쓰 본선 | 동일본 여객철도 우에쓰 본선 |
| --------------------------- | --------------------------- | --------------------------- |
| 미나미초카이 니쓰 방면      | ■ 우에쓰 본선               | 후쿠라 아키타 방면          |